# Alastair Fothergill

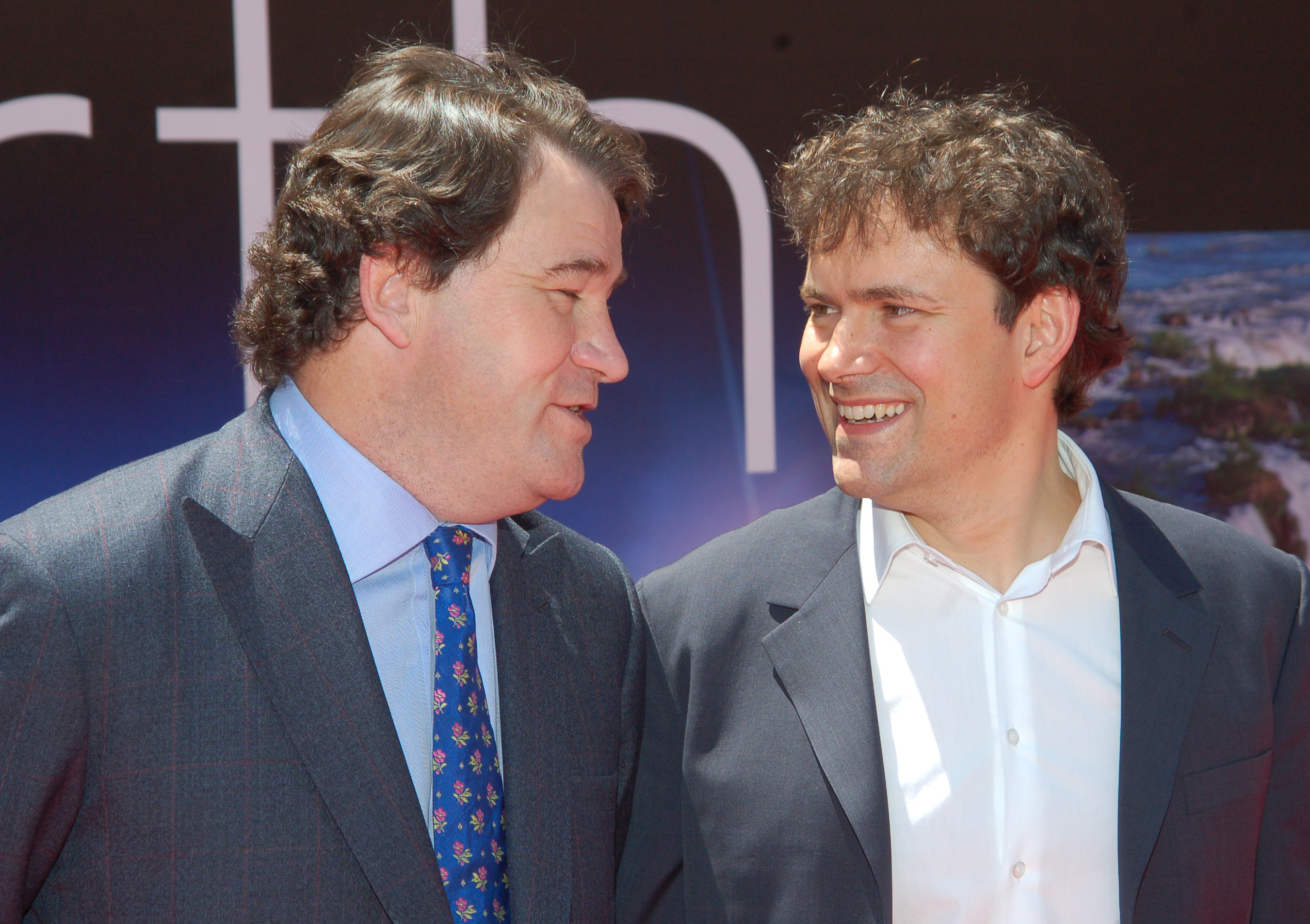
Alastair Fothergill (links) mit Mark Linfield bei der Premiere von Earth, April 2009

Alastair David William Fothergill OBE (* 10. April 1960 in London) ist ein britischer Regisseur und Fernseh-Produzent von Naturfilm-Dokumentationen, der mit hochqualitativen und spektakulären Aufnahmen bekannt geworden ist.

## Leben
Fothergill besuchte die traditionsreiche Privatschule Harrow School in London. Danach studierte er Zoologie bei der St Cuthbert’s Society an der University of Durham und drehte noch während seiner Studienzeit seinen ersten Film On the Okavango. Sein Berufsleben begann Fothergill 1983 bei der BBC Natural History Unit, dort arbeitete er an Naturdokumentationen wie The Really Wild Show, Wildlife on One und David Attenboroughs preisgekrönter 12-teiliger Dokumentation Spiele des Lebens (The Trials of Life). Im Alter von 32 Jahren wurde er im November 1992 zum Leiter der Abteilung ernannt und produzierte unter anderem Attenboroughs Serie Life in the Freezer (1992), die von der BAFTA ausgezeichnet worden ist. Bei Reefwatch entwickelte er Unterwasser-Direktübertragungen. International bekannt geworden ist er mit der Naturfilm-Serie Unser blauer Planet (The blue planet).
Im Juni 1995 trat er als Abteilungsleiter zurück, um sich bis 2001 auf seine Aufgabe als Produzent der Serie Unser blauer Planet zu konzentrieren. Die achtteilige Serie über die Fauna der Weltmeere zeigte spektakuläre Unterwasseraufnahmen mit in bis dahin nie gesehener Qualität und wurde dafür vielfach ausgezeichnet. Im Jahr 2003 folgte der Kinofilm Deep Blue, der sich aus den besten Szenen der Serie und weiterem Filmmaterial zusammensetzte.
Danach folgte seine Arbeit als Regisseur und Produzent des Films Unsere Erde und der TV-Serie Planet Erde. Unsere Erde wurde an mehr als 200 Drehorten in 26 Ländern dieser Erde gedreht. 40 Kamerateams produzierten 1.000 Stunden Filmmaterial und machten allein an 250 Tagen Luftaufnahmen.
Fothergill wurde 2006 zum Präsidenten vom South Georgia Heritage Trust ernannt.
Die von ihm produzierte Fernseh-Dokumentation Nature’s great events wurde 2009 ausgestrahlt.
Das UK Antarctic Place-Names Committee benannte 2020 ihm zu Ehren das Kap Fothergill auf der westantarktischen Latady-Insel nach ihm.

## Werke
- Das Leben auf unserem Planeten (2023) (mit Keith Scholey)
- Den Eisbären so nah (2022) (mit Jeff Wilson)
- Eisbären (2022) (mit Jeff Wilson)
- David Attenborough: Mein Leben auf unserem Planeten (2020) (mit Jonathan Hughes und Keith Scholey)
- Pinguine: Leben am Limit (2020) (mit Jeff Wilson)
- Unser Planet – Hinter den Kulissen (2019)
- Penguins (2019) (mit Jeff Wilson)
- Delfine (2018) (mit Keith Scholey)
- Incredible Predators (2016)
- Die Jagd – Auf Leben und Tod (2015) (mit Huw Cordey)
- Im Reich der Affen (2015) (mit Mark Linfield)
- Bären (2014) (mit Keith Scholey)
- Schimpansen (2012) (mit Mark Linfield)
- Im Reich der Raubkatzen (2011) (mit Keith Scholey)
- Eisige Welten (2011)
- Unsere Erde – Der Film (2007) (mit Mark Linfield)
- Planet Erde (2006)
- Deep Blue – Entdecke das Geheimnis der Ozeane (2003) (mit Andy Byatt)
- The Abyss – Live (2002–03) (mit Michael deGruy, Kate Humble und Peter Snow)
- Going Ape (2002) (mit Saba Douglas-Hamilton)
- Unser blauer Planet (2001)
- Natural World, Episode „South Georgia: An Island All Alone“ (1998)
- Life in the Freezer (1993)
- Spiele des Lebens (1990)
- Tierische Geschichten (1988–92)
- Reefwatch (1988)
- Wild Britain (1987)
- Einfach tierisch! (1986)